# روز مادر
روز مادر روزی است که به یادبود و افتخار مادران در کشورهای مختلف گرامی داشته می‌شود. روز مادر جشنی است برای گرامیداشت مادر خانواده یا فرد و همچنین مادری، پیوندهای مادری و تأثیر مادران در جامعه. این جشن در روزهای مختلف در بسیاری از نقاط جهان، بیشتر در ماه مارس یا می برگزار می‌شود. این جشن مکمل جشن‌های مشابهی مانند روز پدر، روز خواهران و برادران، و روز پدر و مادر بزرگ است که به اعضای خانواده احترام می‌گذارد.
در قرن نوزدهم در جزایر بریتانیا، "یکشنبه مادرانه" (Mothering Sunday) در چهارمین یکشنبه از دوره‌ی روزه (Lent) جشن گرفته می‌شد، سنتی که تا به امروز نیز ادامه دارد. در این روز، از روحانیون و کشیش‌ها تشویق می‌شد تا از وقت خود برای بازدید از کلیساهای مادری اصلی‌شان استفاده کنند.
در حالی که سایر کشورها نیز سابقه‌ای چندصدساله از روزی برای تجلیل از مادران دارند، نسخه‌ی مدرن آمریکایی این تعطیلات در اوایل قرن بیستم در ایالات متحده و به ابتکار آنا جارویس آغاز شد. او اولین مراسم عبادت و جشن روز مادر را در کلیسای متدیست اپیسکوپال اندروز در گرافتون، ویرجینیای غربی سازماندهی کرد. این کلیسا امروزه به عنوان زیارتگاه بین‌المللی روز مادر شناخته می‌شود.
نسخه آمریکایی روز مادر به دلیل تجاری شدن بیش از حد مورد انتقاد قرار گرفته است. خود جارویس که جشن را به عنوان یک مراسم مذهبی آغاز کرد، از این تجاری‌گرایی ابراز تأسف کرد و اظهار داشت که هرگز قصد او این نبوده است. در پاسخ، کنستانس آدلاید اسمیت با موفقیت از یکشنبه مادری به عنوان یادبود تعریف گسترده‌تری از مادری در بسیاری از بخش‌های دیگر دنیای انگلیسی‌زبان حمایت کرد.

## در ملل گوناگون
بعد از اینکه تعطیلات در ایالات متحده از سوی سایر فرهنگ‌ها و ملت‌ها پذیرفته شد، تاریخ این روز نیز عوض شد تا با روزی که از قدیم مربوط به مادران بود یا سایر جشن‌های ملی، یکی شود؛ مانند «یکشنبهٔ مادر» در انگلستان یا در یونان، جشن ظهور مسیح برای مسیحیان اورتودوکس (۲ فوریه). در بعضی کشورها، این روز به روزی که برای بیشتر مذهب‌ها مهم بود تغییر یافت، مانند روز مریم مقدس در کشورهای کاتولیک؛ یا روز تولد دختر پیامبر اسلام یعنی فاطمه زهرا در ایران. برخی کشورها، آن را به روزهای تاریخی خود تغییر دادند، مانند بولیوی که روز جنگ ویژه‌ای را که زن‌ها نیز در آن شرکت داشتند، انتخاب کرد.
در برخی از کشورهای غربی (از جمله انگلستان) دومین یکشنبه ماه مه هر سال، روز مادر نام می‌گیرد. این ایده توسط جولیا واردهو به آمریکا برده شد و اولین روز ماه ژوئن به عنوان روز مادر تعیین گردید. در سال ۱۹۲۴ کنگره آمریکا دومین روز ماه مه را به عنوان روز مادر تعیین کرد. در ژاپن، زادروز همسر وقت امپراتور به عنوان روز مادر گرامی شمرده می‌شود. در ایران پیش از انقلاب ۱۳۵۷ روز ۲۵ آذر به نام روز مادر نام‌گذاری شده بود.

هشدار: کشورهایی که در آن‌ها به‌جای روز مادر، روز جهانی زن جشن گرفته می‌شود با علامت '†' نشانه گذاری شده‌اند.

## گاه‌شمار روز مادر
| گاه‌شمار میلادی                  | گاه‌شمار میلادی                                                             | گاه‌شمار میلادی | گاه‌شمار میلادی | گاه‌شمار میلادی | گاه‌شمار میلادی | گاه‌شمار میلادی | گاه‌شمار میلادی |
| رویداد                          | روز                                                                        | کشور | کشور | کشور | کشور | کشور | کشور |
| ------------------------------- | -------------------------------------------------------------------------- | --- | --- | --- | --- | --- | --- |
| دومین یکشنبهٔ فوریه              | روز ۱۴ فوریه در سال ۲۰۱۰ روز ۱۳ فوریه در سال ۲۰۱۱ روز ۱۲ فوریه در سال ۲۰۱۲ | نروژ | نروژ | نروژ | نروژ | نروژ | نروژ |
| ۳ مارس                          |                                                                            | گرجستان | گرجستان | گرجستان | گرجستان | گرجستان | گرجستان |
| ۸ مارس                          |                                                                            | افغانستان · آلبانی · ارمنستان†                                                                                                 | جمهوری آذربایجان · بلاروس† · بوسنی و هرزگوین†                                                                                  | بلغارستان† · قزاقستان† · لائوس | مقدونیه شمالی† · مولدووا · مونته‌نگرو† · رومانی†                                                                                       | صربستان† · اوکراین† · ویتنام†* | صربستان† · اوکراین† · ویتنام†* |
| چهارمین یکشنبهٔ دورهٔ روزه        | ۱۴ مارس در سال ۲۰۱۰ ۳ آوریل در سال ۲۰۱۱ ۱۸ مارس در سال ۲۰۱۲                | جمهوری ایرلند · نیجریه | بریتانیا · بنگلادش | بریتانیا · بنگلادش | بریتانیا · بنگلادش | بریتانیا · بنگلادش | بریتانیا · بنگلادش |
| ۲۰ مارس                         |                                                                            | سوریه | سوریه | سوریه | سوریه | سوریه | سوریه |
| ۲۱ مارس(اعتدال بهاری)           |                                                                            | بحرین · مصر · اردن · کویت · لیبی                                                                                               | لبنان · عمان · فلسطین · قطر | عربستان سعودی · سودان | امارات متحده عربی · یمن (به‌طور کلی تمام کشورهای عرب زبان) · عراق                                                                      | امارات متحده عربی · یمن (به‌طور کلی تمام کشورهای عرب زبان) · عراق                                                                                         | امارات متحده عربی · یمن (به‌طور کلی تمام کشورهای عرب زبان) · عراق                                                                                          |
| ۲۵ مارس                         |                                                                            | اسلوونی | اسلوونی | اسلوونی | اسلوونی | اسلوونی | اسلوونی |
| ۷ آوریل                         |                                                                            | ارمنستان | ارمنستان | ارمنستان | ارمنستان | ارمنستان | ارمنستان |
| اولین یکشنبهٔ مه                 | ۲ مه در سال ۲۰۱۰ ۱ مه در سال ۲۰۱۱ ۶ مه در سال ۲۰۱۲                         | مجارستان · لیتوانی | موزامبیک · پرتغال | اسپانیا | اسپانیا | اسپانیا | اسپانیا |
| ۸ مه                            |                                                                            | کره جنوبی (روز والدین یا پدر و مادر) · پاکستان                                                                                 | کره جنوبی (روز والدین یا پدر و مادر) · پاکستان                                                                                 | کره جنوبی (روز والدین یا پدر و مادر) · پاکستان                                                                                      | کره جنوبی (روز والدین یا پدر و مادر) · پاکستان                                                                                        | کره جنوبی (روز والدین یا پدر و مادر) · پاکستان | کره جنوبی (روز والدین یا پدر و مادر) · پاکستان |
| ۱۰ مه                           |                                                                            | السالوادور · گواتمالا | مکزیک | مکزیک | مکزیک | مکزیک | مکزیک |
| دومین یکشنبهٔ مه                 | ۹ مه در سال ۲۰۱۰ ۸ مه در سال ۲۰۱۱ ۱۳ مه در سال ۲۰۱۲                        | آنگویلا · آروبا · استرالیا · اتریش · باهاما · باربادوس · بلژیک · هندوراس بریتانیا · برمودا · بونیر · بوتسوانا · برزیل · برونئی | کانادا · شیلی · چین† · کلمبیا · کرواسی · کوبا · کوراسائو · قبرس · جمهوری چک · دانمارک                                          | دومینیکا · اکوادور · استونی · اتیوپی · فیجی · فنلاند · آلمان · ساحل طلا · یونان · گرنادا · گویان · هندوراس · هنگ کنگ · ایسلند · هند | ایتالیا · جامائیکا · ژاپن · لتونی* · لیختن‌اشتاین* · ماکائو · مالزی · مالت · میانمار · هلند · نیوزیلند · پاکستان · پاپوآ گینه نو · پرو | فیلیپین · پورتوریکو · سنت کیتس و نویس · سنت لوسیا · سنت وینسنت و گرنادین‌ها · ساموآ · سنگاپور · سنت مارتین · اسلواکی · آفریقای جنوبی · سری‌لانکا · سورینام | سوئیس · تایوان · تانگانیکا · تونگا · ترینیداد و توباگو · ترکیه · اوگاندا · اوکراین · ایالات متحده آمریکا · اروگوئه · ویتنام · ونزوئلا · زامبیا · زیمبابوه |
| ۱۵ ماه مه                       |                                                                            | پاراگوئه همان روز Día de la Patria                                                                                             | پاراگوئه همان روز Día de la Patria                                                                                             | پاراگوئه همان روز Día de la Patria                                                                                                  | پاراگوئه همان روز Día de la Patria | پاراگوئه همان روز Día de la Patria | پاراگوئه همان روز Día de la Patria |
| ۲۶ مه                           |                                                                            | لهستان "Dzień Matki" | لهستان "Dzień Matki" | لهستان "Dzień Matki" | لهستان "Dzień Matki" | لهستان "Dzień Matki" | لهستان "Dzień Matki" |
| ۲۷ مه                           |                                                                            | بولیوی | بولیوی | بولیوی | بولیوی | بولیوی | بولیوی |
| آخرین یکشنبهٔ مه                 | ۳۰ مه در سال ۲۰۱۰ ۲۹ مه در سال ۲۰۱۱ ۲۷ مه در سال ۲۰۱۲                      | الجزایر · جمهوری دومینیکن | فرانسه (اولین یکشنبهٔ ژوئن اگر عید پنجاهه در این روز باشد) · هند غربی فرانسه (اولین یکشنبهٔ ژوئن اگر عید پنجاهه در این روز باشد) | هائیتی موریس · مراکش | سوئد · تونس | سوئد · تونس | سوئد · تونس |
| ۳۰ مه                           |                                                                            | نیکاراگوئه | نیکاراگوئه | نیکاراگوئه | نیکاراگوئه | نیکاراگوئه | نیکاراگوئه |
| ۱ ژوئن                          |                                                                            | مغولستان† (روز مادران و بچه‌ها)                                                                                                 | مغولستان† (روز مادران و بچه‌ها)                                                                                                 | مغولستان† (روز مادران و بچه‌ها) | مغولستان† (روز مادران و بچه‌ها) | مغولستان† (روز مادران و بچه‌ها) | مغولستان† (روز مادران و بچه‌ها) |
| دومین یکشنبهٔ ژوئن               | ۲۷ ژوئن در سال ۲۰۱۰ ۲۶ ژوئن در سال ۲۰۱۱ ۲۴ ژوئن در سال ۲۰۱۲                | لوکزامبورگ | لوکزامبورگ | لوکزامبورگ | لوکزامبورگ | لوکزامبورگ | لوکزامبورگ |
| آخرین یکشنبهٔ ژوئن               | ۲۷ ژوئن در سال ۲۰۱۰ ۲۶ ژوئن در سال ۲۰۱۱ ۲۴ ژوئن در سال ۲۰۱۲                | کنیا | کنیا | کنیا | کنیا | کنیا | کنیا |
| ۱۲ اوت                          |                                                                            | تایلند (روز تولد ملکه سیریکیت)                                                                                                 | تایلند (روز تولد ملکه سیریکیت)                                                                                                 | تایلند (روز تولد ملکه سیریکیت) | تایلند (روز تولد ملکه سیریکیت) | تایلند (روز تولد ملکه سیریکیت) | تایلند (روز تولد ملکه سیریکیت) |
| ۱۵ اوت                          |                                                                            | کاستاریکا · آنتورپ | کاستاریکا · آنتورپ | کاستاریکا · آنتورپ | کاستاریکا · آنتورپ | کاستاریکا · آنتورپ | کاستاریکا · آنتورپ |
| دومین دوشنبهٔ اکتبر              | ۱۱ اکتبر در سال ۲۰۱۰ ۱۰ اکتبر در سال ۲۰۱۱ ۸ اکتبر در سال ۲۰۱۲              | مالاوی | مالاوی | مالاوی | مالاوی | مالاوی | مالاوی |
| ۱۴ اکتبر                        |                                                                            | بلاروس | بلاروس | بلاروس | بلاروس | بلاروس | بلاروس |
| سومین یکشنبهٔ اکتبر              | ۱۷ اکتبر در سال ۲۰۱۰ ۱۶ اکتبر در سال ۲۰۱۱ ۲۱ اکتبر در سال ۲۰۱۲             | آرژانتین (Día de la Madre) | آرژانتین (Día de la Madre) | آرژانتین (Día de la Madre) | آرژانتین (Día de la Madre) | آرژانتین (Día de la Madre) | آرژانتین (Día de la Madre) |
| آخرین یکشنبهٔ نوامبر             | ۲۸ نوامبر در سال ۲۰۱۰ ۲۷ نوامبر در سال ۲۰۱۱ ۲۵ نوامبر در سال ۲۰۱۲          | روسیه | روسیه | روسیه | روسیه | روسیه | روسیه |
| ۸ دسامبر (جشن بارداری پاکدامن)  |                                                                            | پاناما | پاناما | پاناما | پاناما | پاناما | پاناما |
| ۲۲ دسامبر                       |                                                                            | اندونزی | اندونزی | اندونزی | اندونزی | اندونزی | اندونزی |
| دیگر گاه‌شمارها                  |                                                                            | | | | | | |
| رویداد                          | گاه‌شمار میلادی                                                             | کشور | کشور | کشور | کشور | کشور | کشور |
| ۳۰ شواط                         | بین ۳۰ ژانویه و ۱ مارس                                                     | اسرائیل | اسرائیل | اسرائیل | اسرائیل | اسرائیل | اسرائیل |
| بیشاخ ماه نو (ماتا تیرتا بونسی) | بین ۱۹ تا ۲۹ آوریل                                                         | نپال | نپال | نپال | نپال | نپال | نپال |
| ۱۳دی                            | ۱ مه ۲۰۱۳                                                                  | ایران | ایران | ایران | ایران | ایران | ایران |

## پیشینه جهانی و سنت‌ها

### کشورها

#### کشورهای آفریقایی
بیشتر کشورهای آفریقایی ابتکار داشتن یک روز مادر را از سنت‌های بریتانیا گرفتند؛ اما با وجود این در فرهنگ‌های گوناگون قارهٔ آفریقا، قبل از دورهٔ حمله اروپایی‌ها به آن، جشن‌ها و مناسبت‌های زیادی برای مادران وجود داشته است.

#### آلمان
در دههٔ ۱۹۱۹ آلمان کمترین میزان زاد ولد در اروپا را داشت؛ و روند آن نیز شیب رو به پایین داشت. در آن زمان دلیل این مشکل به کار زنان در بیرون از منزل نسبت داده شد. در آن دوران راهی که به نظر گروه‌های صاحب نفوذ در جامعه (سیاست مداران چپ و راست، زنان کلیسا و گروه‌های فمینیست) رسید این بود که باید از مادران قدردانی شود اما بر سر چگونگی آن به توافق نمی‌رسیدند. تمامی گروه‌ها به این نتیجه رسیدند که مادر بودن را در جامعه با ارزش کنند و ارزش‌های مادری را در میان مردم رواج دهند. در سال ۱۹۲۳ در راستای این هدف همگی با (پذیرش به اتفاق آرا) هم به این نتیجه رسیدند که روزی به نام روز مادر (به آلمانی: Muttertag) را گرامی بدارند؛ تعطیلی در روز مادر نیز از آمریکا و نروژ گرفته شد.

#### استرالیا
در استرالیا، روز مادر در دومین یکشنبهٔ ماه مه جشن گرفته می‌شود ولی یک تعطیلی عمومی نیست. در این کشور، سنّت دادن هدیه به مادران در روز مادر اولین بار در سال ۱۹۲۴، توسط خانم «جانت هیدن» که ساکن سیدنی بود، شروع شد. خانم هیدن در ملاقاتی که از یک بیمارستان در نویینتون داشت، بیمارانی را دید که همگی مادرانی بسیار تنها و فراموش شده بودند؛ او برای اینکه آن‌ها را خوشحال کند سعی کرد که از سوی بچه‌های مدرسه‌های اطراف و مراکز تجاری محلی، نیروی پشتیبانی جمع‌آوری کند تا کمک مالی کافی برای دادن هدیه به تمام آن مادران تنها، فراهم شود. سال به سال میزان کمک جمع‌آوری شده توسط مراکز تجاری محلی و حتی شهردار بیش تر شد تا جایی که امروزه، در روز مادر، هدیه دادن به مادران بسیار معمول شده است. مردم استرالیا، معمولاً صبحانه را برای مادر خود به رخت خواب می‌آورند و به‌طور سنتی در روز مادر به مادرشان گل داودی را که ویژهٔ فصل پاییز است هدیه می‌دهند.

#### اسرائیل
در اسرائیل روز مادر در تاریخ ۳۰ شواط که روز درگذشت هنریتا سولد است، جشن گرفته می‌شود.

#### افغانستان
در افغانستان روز مادر همه ساله در ۲۴ جوزا تجلیل می‌شود

#### ایران
از سال ۱۳۳۹ ه‍. خ، ۲۵ آذر سالروز تأسیس کانون حمایت از مادران و نوزادان به عنوان روز مادر گرامی داشته می‌شد. این انجمن در سال ۱۳۱۹ به فرمان رضا شاه ایجاد شده بود. پس از انقلاب ۱۳۵۷ تاریخ این روز تغییر کرد، برخی معتقدند این تغییر، برای جلوگیری از حرکت‌های جنبش زنان و تغییر شکل سنتی خانواده‌ها صورت گرفته است.
اما بر بنیان کتاب‌های «آثارالباقیه» و «التّفهیم» ابوریحان بیرونی، «زین‌الأخبار» گردیزی، «شرف‌نامه» نظامی گنجوی و «شاهنامه» فردوسی در فرهنگ ایران روز زن و روز مادر همزمان با جشن اسفندگان در ۵ اسفند بوده است. «اسفند» یا «اسپند» در فارسی، «سپندارمت» یا «سپندارمد» در پهلوی و «سپَنتَ آرمَیتی» در گات‌ها یکی از فروزه‌های اهورامزدا و در اوستای نو نام یکی از امشاسپندبانوان است که در جهان مینُوی نماد دوستداری و بردباری و فروتنی اهورامزدا و در این جهان نگهبان زمین و باروری و سرسبزی آن است. در گاه‌شماری ایرانی، دوازدهمین ماه از سال و پنجمین روز از هر ماه «اسفند» نام دارد، از این‌روی در روز اسفند از ماه اسفند یا پنجم اسفندماه، در آستانه بهار طبیعت و نو شدن زمین جشن اسفندگان برپا می‌شود.
در تقویم جمهوری اسلامی به‌طور رسمی روز مادر، ۲۰ جمادی‌الثانی زادروز دختر محمد، فاطمه زهرا است.

#### ایتالیا
روز مادر در ایتالیا برای اولین بار در ۱۲ مه سال ۱۹۵۷ در شهر آسیزی جشن گرفته شد. انتخاب چنین روزی، ابتکار اوتلو میگلیوسی، کشیش کلیسای محلهٔ توردیبتو بود. این جشن بسیار موفق بود به گونه‌ای که یک سال پس از آن روز مادر در سراسر ایتالیا جشن گرفته شد؛ و پس از آن نیز، همواره در دومین یکشنبهٔ ماه مه بزرگ داشته شد.

#### بلغارستان
در بلغارستان روز مادر ۸ مارس، هم‌زمان با روز جهانی زن است.

#### پاکستان
در پاکستان، روز مادر دومین یکشنبهٔ ماه مه است. در این روز بسیاری از رسانه‌های گروهی (شبکه‌های تلویزیونی) با ساز و آواز و برنامه‌های ویژه این روز را جشن می‌گیرند. پاکستانی‌ها در این روز با دادن هدیه و متن‌های زیبا به مادرانشان این روز را جشن می‌گیرند؛ و کسانی که مادرشان را از دست داده‌اند، برای آن‌ها دعا می‌کنند و به جای آن به کسانی که دوستشان دارند احترام می‌گذارند.

#### پرتغال
در پرتغال، روز مادر یا «Dia da Mãe» یک روز تعطیلی غیررسمی است که هر سال در اولین یکشنبهٔ ماه مه برگزار می‌شود و گاهی با روز کارگر هم‌زمان می‌گردد.

#### ترکیه
در ترکیه روز مادر در ۸ مارس جشن گرفته می‌شود.

#### جمهوری چک
در جمهوری چک روز زن تا قبل از فروریختن دیوار برلین، سال ۱۹۸۹ جشن گرفته می‌شد. پس از استقلال کشور در سال ۱۹۹۳، جمهوری چک تصمیم گرفت که روز مادر و روز ولنتاین را جشن بگیرد. اما از نظر مردم چک، این دو روز بیش تر جنبهٔ تجاری و ساختگی دارند و از محبوبیت کمی برخوردارند. البته امروزه میزان فروش گل در روز زن به میزان آن در روز مادر و روز ولنتاین نزدیک می‌شود.

#### زلاند نو
در زلاند نو، روز مادر دومین یکشنبهٔ ماه مه است و روز تعطیلی عمومی نیست.

#### ژاپن
در ژاپن در دوره شووا، روز مادر، زادروز ملکه کوگو مادر امپراتور آکی‌هیتو بود؛ در روز ۶ مارس. گرامی داشت روز مادر در سال ۱۹۳۱ زمانی که اتحادیهٔ زنان شاهنشاهی تشکیل شد، مورد بحث قرار گرفت. در سال ۱۹۳۷ اولین جلسهٔ «ستایش مادران» در ۸ مه برگزار شد و حدود سال ۱۹۴۹، جامعهٔ ژاپن تصمیم به جشن گرفتن روز مادر در دومین یکشنبهٔ ماه مه گرفت؛ مانند دیگر کشورها. امروزه در روز مادر مردم به یکدیگر انواع گل مانند میخک و رز را به عنوان هدیه می‌دهند.

#### جهان عرب

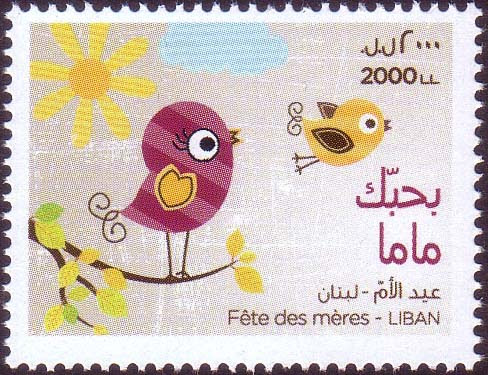
تمبر لبنانی روز مادر، ۲۰۱۳.

روز مادر در بیشتر کشورهای عربی روز ۲۱ مارس (آذار) (با نام (به عربی: عيد الأم) در تونس (به عربی: عيد الأمهات))است. این روز اولین بار در مصر توسط روزنامه‌نگاری به نام مصطفی امین در کتابی با نام Smiling America در سال ۱۹۴۳ معرفی شد؛ اما از فکر او چشم پوشی شد تا اینکه مصطفی امین داستان مادر بیوه‌ای را شنید که تمام زندگی اش را صرف بزرگ کردن پسرش کرد تا روزی که پزشک شد، ازدواج کرد و بدون آنکه یادی از مادرش کند و از او حق‌شناسی کند او را تنها گذاشت؛ این امر امین را بر آن داشت تا روزی با نام روز مادر را به همه معرفی کند. فکر او ابتدا به وسیلهٔ رئیس‌جمهور وقت جمال عبدالناصر، به سخره گرفته شد ولی پس از آن او کم‌کم مجبور به پذیرش این روز شد و در نهایت روز مادر برای اولین بار در ۲۱ مارس ۱۹۵۶ جشن گرفته شد. این تلاش در دیگر کشورهای عربی نیز صورت گرفت.
زمانی که مصطفی امین بازداشت و زندانی شد، تلاش شد تا نام «روز مادر» به «روز خانواده» تغییر کند چون همیشه حکومت سعی می‌کرد تا مانع از یادآوری نام مؤسس آن در ذهن مردم شود. در نهایت هیچ‌یک از این تلاش‌ها به نتیجه نرسید و مردم عرب روز مادر را جشن می‌گیرند و سرودهای سنتی نیز که در آن برای مادران می‌خوانند بسیار شهرت یافت.

#### فرانسه
در فرانسه به دلیل هشدارهایی که به کم بودن میزان زاد ولد در این کشور بود؛ در بین سال‌های ۱۸۹۶ تا ۱۹۰۴ تصمیم گرفته شد تا از مادران خانواده‌های بزرگ قدردانی شود. سربازان آمریکایی جنگ جهانی اول که در فرانسه جنگیده بودند، تعطیلی‌های آمریکا را در فرانسه بسیار شناسانده بودند؛ آن‌ها هر سال در روز مادر تعداد زیادی نامه به کشورشان می‌فرستادند که اتحادیهٔ فرانسوی-آمریکایی‌ها برای این روز کارت تبریک آماده کرده است. در سال ۱۹۱۸ شهر لیون تصمیم گرفت روزی به نام «روز مادران» (به فرانسه: journée des Mères) را جشن بگیرد اما در نهایت تصمیم بر آن شد تا «روز ملی مادران خانواده‌های پرجمعیت» (به فرانسه: Journée Nationale des Mères de familles nombreuses) جشن گرفته شود. این عنوان تأثیر مبارزه با کاهش جمعیت بیشتری نسبت به عنوان آمریکایی داشت. در سال ۱۹۲۰ دولت فرانسه با دادن نشان‌های افتخار به مادران خانواده‌های بزرگ، این روز را به عنوان روز مادران خانواده‌های بزرگ، رسمی‌کرد.
در سال ۱۹۴۱ با دعوت فیلیپ پتن، دولت ویشی در زمان جنگ، این روز را به عنوان سیاستی برای تشویق خانواده‌های بزرگ، گرامی‌داشت. امروزه در روز مادر از تمامی مادران، حتی آن‌ها که خانوادهٔ کوچکی دارند قدردانی می‌شود. در سال ۱۹۵۰ قانونی تصویب شد که به واسطهٔ آن باید به‌طور رسمی از مادران فرانسوی قدردانی می‌شد و مبلغی به آن‌ها پرداخت می‌شد؛ این گرامی‌داشت باید در آخرین یکشنبهٔ ماه مه در روز جشن مادران (به فرانسه: Fête des Mères) انجام می‌شد. البته اگر روز عید پنجاهه با این روز هم‌زمان می‌شد جشن مادران به اولین یکشنبهٔ ماه ژوئن منتقل می‌شد. در سال ۱۹۵۶، بخشی از بودجه برای این کار کنار گذاشته شد. در سال ۲۰۰۴ مسئولیت این کار بر عهدهٔ وزیر مسئول خانواده گذاشته شد.
در طول دههٔ ۱۹۵۰ دلایل بزرگداشت این روز، مانند حس وطن‌پرستی یا افزایش تعداد تولد فراموش شد، امروزه روز مادر بیشتر به یک رویداد تجاری تبدیل شده است.

#### کانادا
در کانادا روز مادر در دومین یکشنبهٔ ماه مه جشن گرفته می‌شود (البته این روز یک تعطیلی رسمی نیست) به این صورت که افراد به مادرشان یا مادربزرگشان یا زنان ویژه در خانواده هدیه می‌دهند و جشن کوچکی برگزار می‌کنند. در دیگر ملت‌های غربی مانند آمریکا، انگلستان و استرالیا جشن روز مادر بسیار کوچکتر است؛ مردم کانادا به مادران خود بیشتر ابراز محبت می‌کنند.

#### مجارستان
در مجارستان روز مادر در اولین یکشنبهٔ ماه مه جشن گرفته می‌شود.

#### نیکاراگوئه
در نیکاراگوئه، روز مادر یا «Día de la Madre» از سال‌های اول دههٔ ۱۹۴۰ در ۳۰ مه جشن گرفته می‌شود؛ این روز از سوی رئیس‌جمهور وقت «آناستازیو سوموزا گارسیا» انتخاب شده بود، چون این روز، روز تولد مادر زن او، خانم «کازیمیرا ساکازا» بود.

#### یونان
در یونان روز مادر در دومین یکشنبه ماه مه جشن گرفته می‌شود.

## یادداشت
1. ↑  از آنجایی که گاه‌شمار اسلامی از سال قمری، که کوتاه‌تر از سال خورشیدی است، استفاده می‌کند، این روز در طول سال جابجا می‌شود، و هر سال روز آن در گاه‌شمار خورشیدی متفاوت است.
2. ↑  Scramble for Africa
3. ↑  Newington State Home for Women
4. ↑  Tordibetto